# Церковь нового устроения
Церковь нового устроения (англ. Church of the New Dispensation) — религиозное движение, основанное в XIX веке Кешобомчондро Сеном, характеризующееся синкретическим сочетанием индуистских, христианских и других религиозных традиций. Основной акцент делался на прямом личном духовном опыте и социальных реформах в рамках индийской традиции.

## История
Церковь нового устроения возникла в начале XIX века как реформаторское движение внутри индуизма. Первоначально она основывалась на философии адвайта-веданты, подчёркивая глубокую связь между человеком и божественным. На движение оказали влияние практики пуританского самоанализа и психологии, что отразилось в акценте на самопознании и духовной интроспекции. Кешобомчондро Сен, ключевая фигура бенгальского реформаторского движения, выступал за «живую религию», подчёркивая важность богопознания через внутренний поиск. Его идеи находили отклик среди образованного среднего класса, связанного с британскими колонизаторами.
Отличительной чертой движения стал синтез различных религиозных элементов. Сен стремился создать универсальную религию, объединяющую практики вайшнавизма, шактизма, буддизма, христианства и унитарианства. Это привело к включению киртанов в богослужения и созданию новых ритуалов. В 1878 году произошёл раскол из-за брака несовершеннолетней дочери Сена с князем Куч-Бихара, что противоречило принципам Брахмо Самаджа. Это привело к тому, что Сен реорганизовал своих последователей в Церковь нового устроения.
Позднее движение включило элементы теософии Елены Блаватской и христианской Троицы. После смерти Сена в 1884 году движение пришло в упадок из-за внутренних конфликтов.

## Вероучение и практики

### Доктрина
- «Живая религия» — акцент на личном духовном опыте и социальных реформах[5].
- Синтез религий — объединение элементов различных традиций в универсальную систему[6].
- Отказ от внешних авторитетов — приоритет прямого богообщения[11][12].

### Практики
- Адаптация евхаристии с использованием риса и воды.
- Крещение с призыванием Варуны.
- Включение огненных ритуалов и танца в богослужения.
- Использование духовных дневников по примеру пуритан[6].

### Священные тексты
Движение использовало тексты Вед, Библии и других религий, поощряя сравнительное религиоведение.

## Влияние на общество
Церковь сыграла значительную роль в Бенгальском возрождении, продвигая:
- Реформу образования.
- Права женщин.
- Межрелигиозный диалог.

## Экуменизм
Сен назначил четырёх «профессоров» для изучения мировых религий:
- Протап Чандер Мозумдар — христианство.

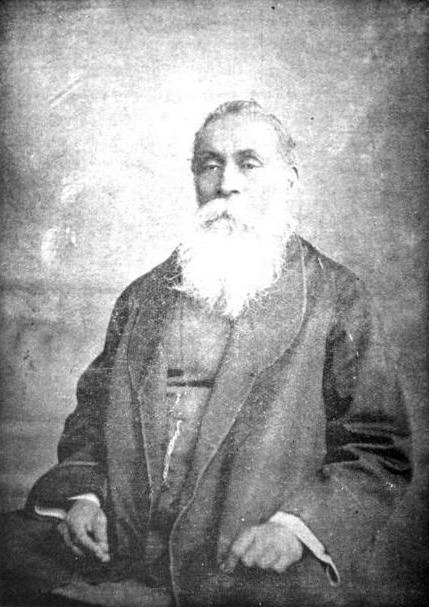
Протап Чандер Мозумдар, профессор христианства

- Гуру Говинд Рой — индуизм.
- Гириш Чандра Сен — ислам.
- Агхоренатх Гупта — буддизм.

## Противостояние
Движение критиковали:
- Традиционные брахмоисты — за отход от рационализма.
- Ортодоксальные индуисты — за синкретизм.
- Консерваторы — за социальный реформизм.

## Упадок
После смерти Сена в 1884 году движение распалось по ряду причин:
- Отсутствие харизматичного лидера.
- Внутренние доктринальные споры.
- Малочисленность последователей (3051 человек в 1891 году).

## Наследие
Князь Нрипендра Нарайян и Суньети Деви (дочь Сена) построили крупнейший храм церкви в Куч-Бихаре. Идеи синкретизма повлияли на формирование современной индийской идентичности.